# اوبرژ د باویر
آبروژ دو باویر، اوبرژ د بایر یا مسافرخانه بایرن (مالتی: il-Berġa tal-Baviera به فرانسوی: Auberge de Bavière) قصری در والتا در کشور مالت است. این بنا در سال ۱۶۹۶ به عنوان پلازو کارنیرو (مالتی: il-Palazz ta' Karnirju) ساخته شده بود. بعدها در اوایل قرن ۱۸ محل اقامت استاد اعظم مارک آنتونیو زوندداری بود. در سال ۱۷۸۴، آن را به مسافرخانه‌ای برای زائران و شوالیه‌های متعلق به گروه انگلیسی - باواریایی در شوالیه‌های مهمان‌نواز بدل کردند و تا زمان اشغال مالت توسط فرانسه در سال ۱۷۹۸ با این عنوان باقی ماند.
ارتش بریتانیا در قرن نوزدهم و اوایل قرن بیستم از آن استفاده کرد و برای مدت کوتاهی یک بیمارستان نظامی در جنگ جهانی اول را در خود جای داد. پس از آن به عنوان یک مدرسه، یک خوابگاه برای افراد بمباران شده در جنگ جهانی دوم مورد استفاده قرار گرفت و همچنین توسط تعدادی از سازمان‌های دولتی مورد استفاده قرار گرفت. در حال حاضر اداره اراضی مالت را در خود جای داده است.
این کاخ در بخش شمالی والتا، نزدیک پرده انگلیسی و بندر سالی یهودیان قرار دارد. مشرف به خلیج سنت المو و ورودی بندر مارسامکست است. محله اطراف به نام il-Baviera معروف است.